# Hans Morselt
Hans Morselt (Enschede, 5 november 1929 – Broekheurne, 8 januari 2014) was een Nederlandse kunstenaar.

## Leven en werk
Morselt werd in Enschede geboren. Als leerling van Gijs Jacobs van den Hof studeerde hij van 1948 tot 1952 aan de kunstacademie van het Genootschap Kunstoefening in Arnhem, met als vakgebied glasvormgeving. Daarna volgde hij (van 1952 tot 1954) de opleiding Vrij en Monumentaal aan de Academie voor Kunst en Industrie in Enschede, als leerling van Johan Haanstra.
Morselt heeft verschillende presentaties gehouden, waaronder bij het M17 Gemeentelijk Kunstcentrum en Licht in de Kunst in Emmeloord. In 1962 won hij de Geraert ter Borchprijs, waar hij in 1958 al een eervolle vermelding voor kreeg.

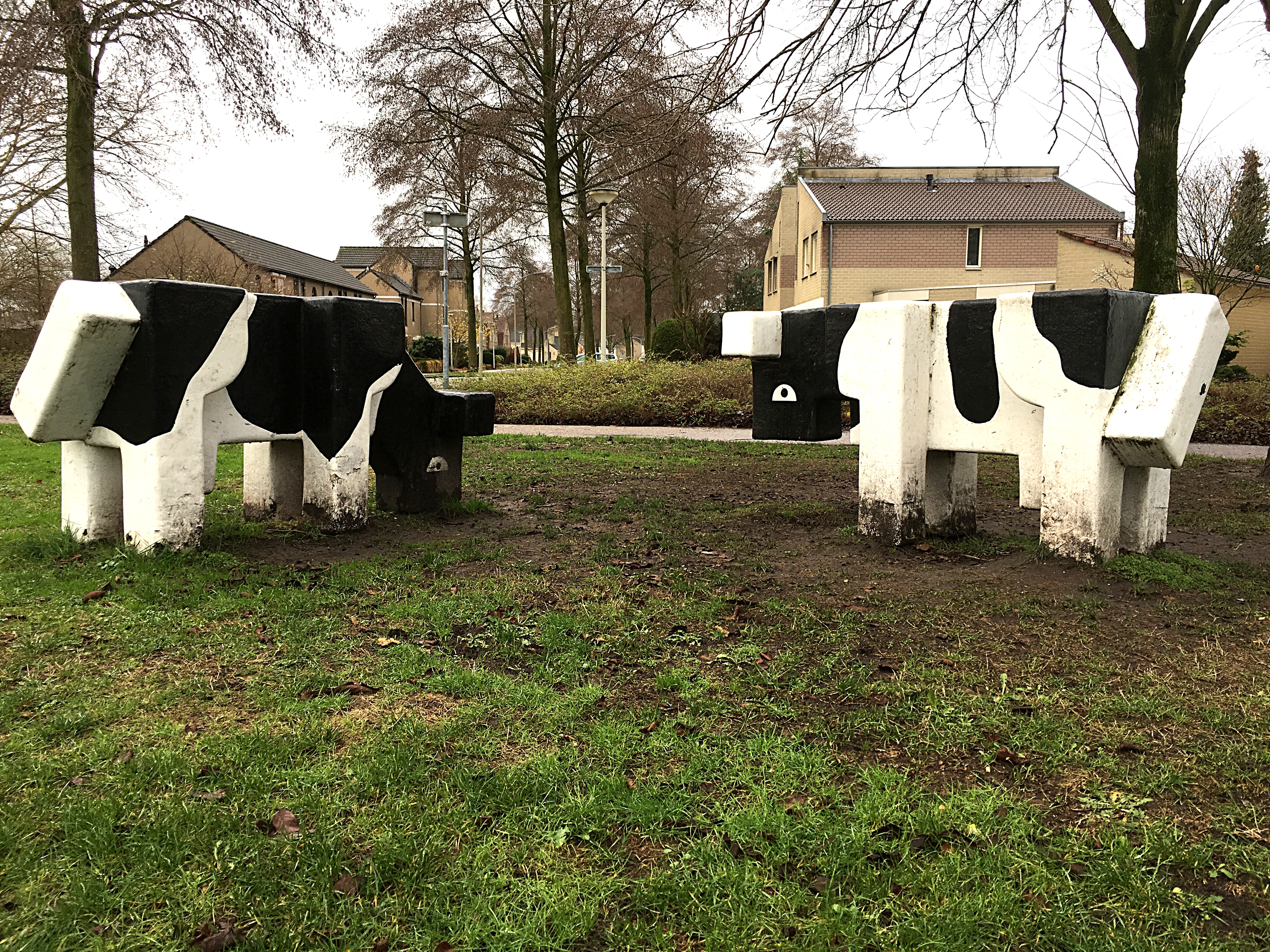
Een van Morselts bekendere werken, kubistische koeien

## Werk in de publieke ruimte (selectie)
- Spankracht – Haaksbergen, Nederland
- Witte Kubussen – De Thij, Oldenzaal, Nederland
- Trommelslager – Fazantstraat Enschede, Nederland